# Бајинец (Сучава)
Бајинец (рум. Baineț) насеље је у Румунији у округу Сучава у општини Мушеница. Oпштина се налази на надморској висини од 407 m.

## Становништво
Према подацима из 2002. године у насељу је живело 375 становника.

### Попис2002.
| Расподела становништва по националности 2002.‍ | Расподела становништва по националности 2002.‍ | Расподела становништва по националности 2002.‍ | Расподела становништва по националности 2002.‍ | Расподела становништва по националности 2002.‍ |
| --------------------------------------------- | --------------------------------------------- | --------------------------------------------- | --------------------------------------------- | --------------------------------------------- |
|                                               |                                               |                                               |                                               |                                               |
| Румуни                                        | Румуни                                        |                                               | 358                                           | 95,7%                                         |
| Украјинци                                     | Украјинци                                     |                                               | 6                                             | 1,6%                                          |
| Руси                                          | Руси                                          |                                               | 10                                            | 2,7%                                          |